# Оборона (молодёжное движение)
«Оборо́на» — российское молодёжное общественно-политическое движение. Получило известность в начале 2005 года. Лидер неизвестен.

## Цели и задачи
«Оборона» провозглашает своими целями:
- защита конституционных основ, демократических и республиканских ценностей российского общества, гражданских прав и свобод;
- организация широкого гражданского сопротивления авторитарно-полицейскому и тоталитарному вектору российской власти;
- демократизация российского государства;
- утверждение принципов разделения властей, открытости и ответственности власти;
- формирование современных механизмов политической конкуренции

11 февраля 2007 года движение провозгласило своей задачей организацию ненасильственной революции, в результате которой «можно будет построить свободное общество и получить ответственную власть». По мнению участников «Обороны», в результате изменений в избирательной системе смена режима путём выборов в России стала невозможна.
Задачи движения:
- организация уличных акций протеста против антидемократических и антисоциальных инициатив власти;
- предоставление объективной информации гражданам России;
- взаимодействие со структурами гражданского общества и содействие широкому вовлечению граждан в общественную и политическую жизнь;
- поддержка студенческих и иных гражданских инициатив;
- проведение просветительских и культурных мероприятий, направленных на повышение гражданской активности российской молодёжи.

## Методы действий
Основным методом действий «Обороны» является организация ненасильственных акций гражданского неповиновения — митингов, шествий, пикетов, флешмобов, ненасильственного блокирования государственных учреждений, голодовок и т. д. Кроме того, движение активно распространяет информацию о себе в виде наклеек, в интернете, проводит показы фильмов, концерты и другие мероприятия.

## Символика
На протяжении XX века изображение сжатого кулака, символа и жеста сопротивления и единства использовалось многими движениями, преимущественно левого толка, как то: анархисты, антифашисты, правозащитники, студенты левых взглядов, демократы, профсоюзные движения, борцы за права индейцев, Черные Пантеры, зеленые. Всех этих людей объединяли ценности свободы и справедливости (в их понимании), неприятие политической действительности и готовность отстаивать свои права на практике.
Впервые этот жест в официальной атрибутике стали использовать испанские антифашисты, боровшиеся с диктатурой генерала Франко. Знаменитый лозунг «No pasaran!» с 1936 года ассоциируется с вскинутым сжатым кулаком, который был также известен как «антифашистский салют», в противоположность общеизвестному «фашистскому салюту».
Французские студенческие бунты мая 1968 года также проходили под знаком сжатого «кулака солидарности». Молодые леваки рисовали кулаки на стенах Сорбонны, на красных флагах и распевали «Интернационал» на улицах бунтующего Парижа.
Нередко в XX веке стилизованное изображение сжатого кулака использовали группы британских и американских феминисток, активно отстаивавшие женские права, в том числе и акциями гражданского неповиновения.
Созданное в 1999 году студенческое движение Отпор! стало локомотивом Бульдозерной революции 2000 года, давшей старт целой серии ненасильственных «сломов» авторитарных режимов в странах бывшего социалистического блока. На флагах «Отпора» красовался кулак гражданского сопротивления.
В 2003 году молодёжное движение «Кмара», символика которого совпадала с символикой «Отпора», сыграло решающую роль в «Революции роз», приведшей к отставке президента Грузии Эдуарда Шеварнадзе.
В 2004 году во время «Оранжевой революции» одним из наиболее популярных Интернет-ресурсов демократической оппозиции был проект «Майдан», также использовавший в качестве своего символа стилизованный сжатый кулак.
Уже после появления «Обороны», весной 2006 года, этот символ появился в Белоруссии. Там его помимо собственно отделения «Обороны» использует организация, называющая себя «Белорусским Отпором».

## Структура
«Оборона» имеет сетевую структуру, в которой каждая региональная организация сохраняет значительную самостоятельность, а горизонтальные связи преобладают над вертикальными. Наиболее крупные региональные организации управляются координационными советами, другие — координаторами.

## Хроника

### 2005 год
Молодёжное движение «Оборона» было создано в Москве 12 марта 2005 года по инициативе молодых активистов партий «Яблоко», СПС и беспартийной молодёжи. Первоначально предполагалось, что она станет коалицией молодёжных организаций, но вскоре «Оборона» преобразовалась в объединение отдельных граждан. На период становления движения было избрано три координатора: Сергей Жаворонков, Дмитрий Кокорев и Илья Яшин.
18 марта 2005 года открылся сайт движения www.oborona.org.
3 апреля 2005 года состоялась первая публичная акция движения — митинг протеста «Хватит Путина!», в котором приняло участие около 200 человек.
26 апреля 2005 года несколько десятков участников движения и активистов молодёжного отделения Союза правых сил приняли участие в ежегодном шествии белорусской оппозиции — Чернобыльском Шляхе. Шесть «оборонцев» были задержаны милицией Минска. 27 апреля 2005 года все шестеро «оборонцев»: Иван Большаков, Семён Бурд, Ирина Воробьёва, Павел Елизаров, Виталий Резников и Илья Яшин — были осуждены Ленинским судом Минска на сроки от 5 до 12 суток административного ареста за участие в митинге. Кроме того, тогда же было задержано и приговорено к различным срокам заключения ещё восемь россиян, пять украинцев и шесть белорусов. 3 мая все осуждённые были признаны организацией Международная амнистия (Amnesty International) узниками совести. В знак протеста против задержания участников шествия «Оборона» организовала серию акций у посольства Республики Белоруссия в Москве и белорусского консульства в Санкт-Петербурге. В результате начавшегося международного скандала 30 апреля все задержанные россияне были досрочно освобождены и депортированы в Москву.
4 мая 2005 года в Москве было задержано восемь активистов «Обороны», пытавшихся провести у консульства Республики Белоруссия пикет в поддержку оставшихся в минской тюрьме украинцев и белорусов. Басманный суд приговорил шестерых из них к 4 — 6 суткам ареста. Их обвинили в невыполнении требований сотрудников милиции, сами же «оборонцы» утверждали, что представленные милицией протоколы — подложные. В знак протеста против приговора осуждённые активисты объявили голодовку.
6 июня 2005 года был принят Устав московской «Обороны», а 13 июня 2005 года избраны её руководящие органы. Одновременно стало расти число её отделений в регионах. К октябрю 2005 года в России насчитывалось уже около 25 инициативных групп движения.
12 июня 2005 года «Оборона» совместно с молодёжным движением «ДА» провела митинг-концерт «Я свободен!», ставший одной из крупнейших в 2005 году акций демократической оппозиции.
1 сентября 2005 года около 50 активистов «Обороны» в Москве и Санкт-Петербурге провели скоординированную акцию «Урок прав человека для Лукашенко» с молодёжными организациями Украины, Грузии, Германии и стран Балтии. Участники акций требовали освобождения двух активистов грузинской молодёжной организации «Кмара», осуждённых накануне в Минске на 15 суток и также признанных «Международной амнистией» узниками совести. 2 сентября грузины были отпущены на свободу, а приговор суда в их отношении отменён.
В ночь на 14 сентября 2005 года четыре участника «Обороны», в том числе два члена её Координационного совета, были задержаны милицией за расклейку стикеров и нанесение надписей против политических репрессий около здания Московского городского суда накануне рассмотрения там дела Михаила Ходорковского. Однако позже все активисты были отпущены, милиция заявила, что якобы все это время просто проверяла у молодых людей документы.
В сентябре 2005 года «Оборона» начала кампанию в защиту иногородних студентов Российского государственного гуманитарного университета (РГГУ), которых, по мнению «Обороны», незаконно выселили осенью из общежития. Активисты движения и студенты РГГУ собрали около 500 подписей в поддержку требования расселить студентов, и передали их в администрацию университета. Была создана согласительная комиссия с участием представителей ректората и движения «Оборона».
4 ноября 2005 года несколько десятков активистов «Обороны» и ряда других организаций провели акцию протеста против «Правого марша», который участники акции называли фашистским. Колонну, состоявшую в основном из представителей различных националистических организаций и футбольных болельщиков, «оборонцы» забросали наполненными водой презервативами, скандируя при этом «Фашизм не пройдёт!» По словам организаторов, акция проходила под лозунгом «Занимайтесь любовью, а не ненавистью». Никто из участников акции задержан не был.

### 2006 год
14 января 2006 года прошло второе Общее собрание движения, на котором был избран новый состав Координационного совета из девяти человек. Один из основателей движения и сопредседатель «Молодёжного Яблока» Илья Яшин не вошёл в состав Координационного совета, заняв двенадцатое место из четырнадцати кандидатов. Спустя месяц, 12 февраля Яшин и двадцать членов «Яблока» покинули московскую «Оборону», после чего был избран новый, третий по счёту Координационный совет, большинство в котором впервые оказалось беспартийное.
3 марта 2006 года «Оборона» попыталась провести пикетирование посольства Палестины в знак протеста против приезда в Россию руководства организации ХАМАС, которую участники акции называли террористической. Однако пикет был разогнан милицией, несколько его участников задержано, хотя, как утверждают организаторы, все необходимые формальности были ими соблюдены. Позже суд не нашёл состава правонарушения в действиях участников акции и дело в их отношении было прекращено.
В ночь на 24 марта 2006 года два активиста «Обороны» — Олег Козловский и Эдуард Глезин — были задержаны в Минске. Они находились в палаточном городке на Октябрьской площади, установленном белорусами, протестовавшими против результатов президентских выборов. 27 марта они были приговорены Ленинским судом Минска к 15 суткам административного ареста. Несмотря на давление правозащитных организаций, Европейского союза, акции в поддержку арестованных в Москве, Екатеринбурге, Мурманске и других городах, они отбыли весь срок и 8 апреля были высланы в Москву. При этом Козловский и Глезин были внесены в «Список лиц, чьё нахождение на территории Белоруссии нежелательно» и им был на год запрещён въезд в страну.
26 марта 2006 года активисты молодёжных движений «Мы» и «Оборона» попытались провести акцию у здания Министерства иностранных дел на Смоленской площади в знак протеста против ареста шести россиян в Белоруссии.
14 апреля 2006 года московская Оборона провела акцию, приуроченную к пятой годовщине приобретения телекомпании НТВ государственной компанией «Газпром-Медиа». «Оборонцы» спустили в Останкинский пруд две лодки — одну с надписью «НТВ», а другую с надписью «Газпром». После этого «газпромовцы» взяли на абордаж лодку «НТВ» и выкинули за борт её пассажиров. Это по замыслу организаторов акции символизировало захват «Газпромом» телекомпании и увольнение оттуда неугодных журналистов.
11 мая 2006 года «Оборона» совместно с движением «Мы» провела акцию «Выпей йаду!» против запрета ввоза в Россию грузинской минеральной воды «Боржоми». Активисты движений пили эту минеральную воду около здания Роспотребнадзора. Большинство из них было задержано сотрудниками ОМОН и впоследствии приговорено к штрафу.
24 июня 2006 года во время концерта бывшего лидера группы Pink Floyd Роджера Уотерса на Васильевском спуске «Оборона» вывесила на Софийской набережной напротив Кремля пятиметровую растяжку с текстом «Rock the wall» («Сокруши стену») и изображением кремлёвской стены. Участникам акции удалось скрыться, а растяжка провисела несколько часов.
2 сентября 2006 года активисты московской «Обороны» провели необычную акцию протеста против недавних изменений в законе о противодействии экстремизму. По мнению «Обороны», эти изменениям, существенно расширившие понятие «экстремизма», потенциально позволяют привлечь к уголовной ответственности за любую критику властей. Участники движения устроили несанкционированное шествие по Тверской улице от здания Государственной Думы с шутливыми плакатами, формально подпадающими под понятие «экстремизма». Надписи на плакатах были «Путин ест детей», «Депутаты — марсианские шпионы» и т. п. Милиция предпочла не вмешиваться и манифестацию «экстремистов» не пресекла.
15 октября 2006 года «Оборона» приняла участие в акции протеста «против неадекватных действий российских властей в отношении грузин». В ходе акции под названием «Прекратить истерику!» активисты, прорвав милицейское оцепление, прошли к зданию Министерства иностранных дел и оставили там банку с валерьянкой, которая по мнению участников акции должна помочь дипломатам успокоиться. Милиция задержала двух активистов «Обороны», но позже суд не нашёл в их действиях состава правонарушения, а против самих милиционеров, проводивших задержание, было заведено уголовное дело  (недоступная ссылка).
16 декабря 2006 года «Оборона» в качестве одного из организаторов участвовала в «Марше несогласных». Несмотря на арест милицией перед митингом всей символики движения и многих активистов, включая члена оргкомитета Марша Олега Козловского, движение все же приняло участие в акции. Позже задержанные участники «Обороны» были освобождены без предъявления каких-либо обвинений.

### 2007 год
В январе 2007 года в московской «Обороне» прошли встречи с лидером Объединённого гражданского фронта Гарри Каспаровым и председателем Федерального политического совета Союза правых сил Никитой Белых.
11 февраля 2007 года прошло очередное общее собрание московской «Обороны», на котором была провозглашена задача подготовки ненасильственной демократической революции, поскольку, как констатируется в заявлении, смена режима путём выборов стала невозможна.
18 февраля 2007 года активисты «Обороны» провели акцию прямого действия против цензуры на телевидении. Они заблокировали подходы к главному подъезду Останкинского телецентра, развернули транспарант «Хватит врать!» и приковали себя наручниками к ограде телецентра. Они требовали вернуть прямой эфир в общественно-политические передачи, отменить «чёрные списки» и «темники», а также приватизировать все, кроме одного, телеканалы. Было задержано четверо участников акции.
3 марта 2007 года «Оборона» приняла участие в «Марше несогласных» в Санкт-Петербурге. Вместе с несколькими тысячами петербуржцев активисты движения прошли от площадки перед БКЗ «Октябрьский» на Лиговском проспекте к Думской площади. В ходе акции было задержано девять «оборонцев».
14 и 15 апреля 2007 года активисты «Обороны» вновь принимали участие в «Маршах несогласных», прошедших в Москве и Санкт-Петербурге. Было задержано 23 участника движения, в том числе четыре его координатора. Суды над задержанными проходят в апреле — мае 2007 года. Активист петербургской «Обороны» Павел Еремеев оказался единственным участником акций, которому удалось выиграть суд и доказать свою невиновность.
27 апреля 2007 года «оборонцы» в Санкт-Петербурге выступили против цензуры[нейтральность?] на телевидении. Они предлагали прохожим выбрать самый лживый телеканал и расстрелять телевизор с логотипом этого канала из ружья для пейнтбола. Потом участники акции разбили телевизоры кувалдами.
11 июня 2007 года московская «Оборона» приняла участие в очередном «Марше несогласных». Он обошёлся без столкновений с милицией и задержаний: городские власти разрешили «несогласным» собраться на Пушкинской площади, но от шествия пришлось отказаться. Координатор «Обороны» Олег Козловский пообещал, что в следующий раз сторонники оппозиции пройдут по тому маршруту, который выберут сами.
25 июля 2007 года было объявлено о создании федеральной структуры движения, которая состоит из Совета Обороны и Всероссийского Комитета Обороны. До того момента все региональные организации были автономны. Создание межрегиональных структур было обосновано необходимостью налаживания координации действий «оборонцев» накануне президентских выборов.
16 сентября 2007 года «Оборона» организовала акцию солидарности с некоторыми оппозиционерами Белоруссии. Начавшись с согласованного с властями пикета, акция вылилась в несанкционированное шествие по улицам Москвы.
20 сентября 2007 года активисты «Обороны» вывесили на набережной Тараса Шевченко напротив Белого дома 12-метровую растяжку со словами «Нам не нужна подлая власть!». Акция была приурочена к первому заседанию правительства под руководством нового премьер-министра Виктора Зубкова. Никто из участников акции задержан не был.
7 октября 2007 года «Оборона» приняла участие в «Марше несогласных», организованном по инициативе РНДС в годовщину убийства Анны Политковской и день рождения Владимира Путина. Несмотря на запрет шествия, активисты движения вместе с членами НДСМ, нацболами и другими прошли от Малой Дмитровки до дома №8 на Лесной улице, где жила и была убита журналистка. «Оборонцы» несли растяжку «Конституция или революция» и зажжённые файеры (фальшфейеры).
22 октября 2007 года активисты «Обороны» выступили против поправок к закону «О референдуме Российской Федерации», внесённых депутатами «Единой России». По мнению участников акции (они также ссылались на точку зрения Конституционного суда и Правового управления Государственной Думы), эти поправки нарушают право граждан на референдум, позволяя запретить плебисцит по практически любому вопросу. Активисты движения развернули перед главным входом в Государственную Думу растяжку «ЕдРоссы — уроды, референдум — народу!», зажгли файеры и разбросали листовки. Три участника акции и четыре журналиста были задержаны, ещё одному активисту удалось скрыться.
24 ноября 2007 года во время «Марша несогласных» в Москве было задержано несколько десятков активистов «Обороны». Двое из них были приговорены к 5 суткам ареста за «невыполнение законных требований сотрудников милиции».
3 декабря 2007 года «Оборона» заявила о том, что не признаёт результатов парламентских выборов, прошедших накануне. Движение утверждало, что выборы не являются демократическими, честными и свободными. Данное заявление было передано в ЦИК.
20 декабря 2007 года был задержан на улице и в тот же день призван в вооружённые силы в качестве рядового один из координаторов московской «Обороны» Олег Козловский. Он два с половиной месяца провел в вооружённых силах. Сам Козловский и его соратники утверждали, что целью призыва была изоляция оппозиционного деятеля на период президентской избирательной кампании, и обвиняли в организации призыва ФСБ. Козловский был уволен из армии 4 марта 2008 — через два дня после выборов и на следующий день после очередного «Марша несогласных».

### 2008 год
16 марта 2008 г. «Оборона» провела у посольства Белоруссии в Москве акцию солидарности с жертвами белорусских политических репрессий.
17 марта 2008 г. московскую «Оборону» попытались выгнать из её штаба. Участковый милиционер московского района Хамовники Сергей Николаев провел «беседу» с координатором «Обороны» Олегом Козловским. Он потребовал немедленно освободить квартиру, где собиралиь активисты движения и которую законно арендовал Козловский.
1 апреля 2008 г., в день начала суда над молодым белорусским политзаключённым Андреем Кимом, активисты «Обороны» провели в знак поддержки своего товарища серию одиночных пикетов у посольства Белоруссии в Москве.
9 апреля 2008 г. в штабе московской «Обороны» выступил Георгий Сатаров, президент фонда ИНДЕМ, в прошлом — помощник президента Ельцина и бывший сопредседатель Всероссийского гражданского конгресса.
20 апреля 2008 г. движение «Оборона» провело встречу с Андреем Илларионовым, старшим научным сотрудником Института Катона, Президентом Института Экономического Анализа, советником Президента России по экономическим вопросам (2000—2005).
6 мая 2008 г., в день несостоявшегося Марша несогласных, был задержан координатор «Обороны» Олег Козловский. Басманный суд приговорил его к 13 суткам административного ареста. В знак протеста Козловский, находясь под стражей, объявил голодовку. В тот же день, что и Козловский, были задержаны активисты «Обороны» Иван Афонин и Владимир Акименков, которые были приговорены к 6 суткам административного ареста. Иван Афонин объявил голодовку.
10 августа 2008 г. завершился первый летний лагерь Обороны «Партизан-2008», который проходил в Тверской области на берегу Волги. В нём приняли участие московские оборонцы, а также гости из других регионов, активисты организаций «Смена», ОГФ, СПС.
11 августа 2008 г. было возбуждено уголовное дело в отношении блогера и активиста «Обороны» Дмитрия Соловьева. По мнению следственных органов, своими высказываниями в ЖЖ он возбуждал ненависть и вражду в отношении сотрудников МВД и ФСБ. Впоследствии это дело стало известным политическим процессом и было рассыпано.
19 сентября 2008 г. активисты «Обороны» в Санкт-Петербурге провели акцию против закрытия канала 2x2. Одевшись в костюмы героев мультфильма «Южный парк» (который демонстрировался именно по этому каналу), активисты скандировали лозунг «Мы не экстремисты».
1 октября 2008 г., в ночь перед началом очередного осеннего призыва, неизвестные сторонники петербургской «Обороны» заблокировали дверь в военкомат Московского района. Целью акции был протест против принудительного призыва в армию.
23 октября 2008 г. координатор «Обороны» Олег Козловский получил Награду Прав Человека, вручаемую ежегодно правозащитной организацией «Human Rights First». Среди предыдущих лауреатов этой награды российская правозащитница Людмила Алексеева, Верховный комиссар ООН по правам человека Мэри Робинсон, меценат Джордж Сорос и другие известные общественные деятели.

### 2009 год
3 марта 2009 г. активисты «Обороны» провели акцию солидарности с Михаилом Ходорковским и Платоном Лебедевым, новый суд над которыми начался в этот день. Двое оборонцев поднялись на крышу пешеходного моста Богдана Хмельницкого, находящегося напротив здания Хамовнического суда. Там они закрепили 10-метровый транспарант «Свободу Ходорковскому!».
11 марта 2009 г. возле главного здания МГУ были задержаны трое активистов «Обороны», призывавших студентов прийти на Марш несогласных.
13 марта 2009 г. во время выступления председателя Центризбиркома Владимира Чурова на Юридическом факультете МГУ активист «Обороны» Александр Савельев вручил высокопоставленному чиновнику бритву. Напомним: Чуров прославился тем, что обещал сбрить бороду, если выборы в России пройдут нечестно.
25 марта 2009 г. в Минске были задержаны на железнодорожном вокзале и депортированы на родину координатор «Обороны» Олег Козловский и активист этого движения Александр Савельев, которые собирались принять участие в акции белорусской демократической оппозиции, посвященной Дню Воли.
19 мая 2009 г. в общежитие к студенту МГУ, активисту движений «Оборона» и «Солидарность» Александру Савельеву пришёл сотрудник ФСБ Андрей Алексеевич Федоров. Сославшись на запрос центра «Э», Федоров предложил активисту сотрудничать со спецслужбами, в противном случае он пригрозил студенту отчислением. Александр Савельев категорически отказался от такого предложения и предал этот случай огласке.
29 мая 2009 г. рядом со станцией метро «Юго-западная» активисты «Обороны» встали с растяжкой «Путина в отставку», приглашая прохожих посетить митинг «Россия против Путина», назначенный на 31 мая.
26 июля 2009 г. активисты «Обороны» провели граффити-акцию, оставив на заборе рядом с железнодорожным полотном Белорусского направления надпись: «Долой полицейское государство! Oborona.org».
5 августа 2009 г. открылся второй летний лагерь «Обороны» для оппозиционных активистов. В палаточном лагере проходили тренинги, лекции и семинары, в которых приняли участие активисты дружественных «Обороне» движений.
3 сентября 2009 г. движение «Оборона» организовало у скульптурной композиции «Дети — жертвы пороков взрослых» акцию в память о жертвах Беслана. В этой трагедии погибло 334 человека, поэтому активисты выложили из 334 горящих свечей надпись: «Помним Беслан».
21 сентября 2009 г. московская «Оборона» совместно с активистами движений «Смена» и «Нация свободы» провела акцию в столичном метро. Активисты раздавали буклеты, при помощи мегафона рассказывали пассажирам о положении в стране, дарили им цветы, развешивали гирлянды с символикой своих организаций.
23 октября 2009 г. в Екатеринбурге прошёл импровизированный референдум, организованный молодёжным движением «Оборона» и Объединённым Гражданским Фронтом. Гражданам был предложен бюллетень с текстом: «В ноябре заканчивается срок Эдуарда Росселя в кресле губернатора. Вы не против продления его губернаторских полномочий?» Предлагалось два варианта ответа: «Да, я не против» и «Нет, я не против», которые подчёркивали абсурдность российских выборов.
29 ноября 2009 г. движения «Оборона» и «Нация свободы» провели в пригородных поездах акцию, посвященную реформе милиции. Входя в вагоны, активисты при помощи мегафона рассказывали пассажирам о нарушениях правопорядка, допускаемых сотрудниками милиции, раздавали гражданам листовки и цветы, клеили стикеры.

### 2010 год
14 февраля 2010 г. активисты «Обороны» в Пятигорске провели сатирическую акцию. При помощи плакатов с изображенными на них «валентинками» они признались в любви к российским властям, поблагодарив Владимира Путина — за «свободу слова», «честные выборы», а Дмитрия Медведева — «за самостоятельность».
16 марта 2010 г. «Оборона» отметила своё 5-летие. С поздравлениями в адрес движения выступили: Николай Ляскин («Смена»), Всеволод Чернозуб («Свободные радикалы»), Ксения Крылова (НДСМ). Письменные поздравления прислал Эдуард Лимонов.
19 марта 2010 г. активисты «Обороны» и «Солидарности» провели флэшмоб у станции метро Тимирязевская, где накануне этого стрелял по мирным жителям полковник милиции Александр Курочкин. Участники акции принесли с собой белые ленты и привязали их к колоннам павильона метро.
17 июня 2010 г. в рамках общественной кампании по борьбе с мигалками активисты «Обороны» прикрепили к крыше троллейбуса, следующего по Садовому кольцу, синее ведерко, напоминающее «мигалку» vip-транспорта, которым пользуются российские чиновники.
29 июня 2010 г. активисты отделения «Обороны» в Петербурге провели велопробег в защиту Сергея Мохнаткина — осужденного за нападение на милиционера в рамках «Стратегии-31».
3 августа 2010 г. активисты Обороны совместно с активистами «Нации Свободы», «Смены» и участниками ОДД «Солидарность» провели пикет у Французской Культурной Миссии в Москве. Участники пикета потребовали от французской компании Vinci, занимающейся строительством трассы Москва — Петербург, прекратить варварскую вырубку Химкинского леса.
23-24 октября 2010 г. «Оборона» совместно с Фондом «Образ будущего» провела первую конференцию «iWeekend: новые технологии для гражданского общества». Докладчиками на конференции стали эксперты в области информационных технологий, известные блогеры, журналисты, специалисты по PR и общественные деятели. На конференции было зарегистрировано более 100 участников из Москвы, Санкт-Петербурга, Екатеринбурга, Пятигорска и других городов России.
15 октября 2010 г. активисты движения «Оборона» вывесили растяжку «Путин, уходи!» на забор Дома правительства в Москве. Затем двое из них поднялись на крышу подсобного здания перед Белым домом и развернули аналогичный плакат.
9 ноября 2010 г., в день годовщины падения Берлинской стены, активисты «Обороны» собрались у забора на Триумфальной площади, прозванного в оппозиционной среде «Берлинской стеной» Москвы и вывесили там коллаж Дмитрия Врубеля, на котором художник изобразил целующихся Брежнева и Путина. 20 лет назад тот же художник изобразил на настоящей Берлинской стене поцелуй Брежнева и Хонекера.
22 ноября 2010 г. в Петербурге у Гостиного двора стартовала федеральная кампания «Обороны» за возобновление выборности губернаторов «V — значит выборы». Двое участников акции, вышедших с одиночными пикетами, были задержаны несмотря на то, что, согласно законодательству РФ, одиночный пикет не требует согласования.
10 декабря 2010 г. напротив московской мэрии прошла акция в рамках федеральной кампании «Обороны» за возвращение выборов мэров и губернаторов. Активисты повесили на памятник Юрию Долгорукому гигантский железнодорожный билет на имя мэра города С. С. Собянина с указанием маршрута: Москва — Тюмень. Билет был снабжен лозунгами «Мы тебя не выбирали!» и «Чемодан, вокзал, Тюмень!».
25 декабря 2010 г. «Оборона» провела пикет напротив посольства Белоруссии в знак протеста против преследования в этой стране политических активистов.
26 декабря 2010 г., накануне вынесения приговора М. Ходорковскому, активисты «Обороны» провели напротив Дома Правительства РФ театрализованую акцию в поддержку осужденных по делу ЮКОСа. Активисты установили рядом с Белым домом клетку, в которую посадили человека в маске премьер-министра Владимира Путина. Они выступили с лозунгом: «Ходорковскому — свободу, Путина — на хлеб и воду».

### 2011 год и далее
По словам Олега Козловского, в 2011 году организация перестала активно действовать из-за быстрого роста числа протестующих. 
Основной сайт Oborona.org содержит информацию о Великой Отечественной войне и уже не представляет данную организацию. В настоящее время ещё работает сайт Питерской обороны. 
Многие участники «Обороны» продолжают общественно-политическую деятельность в рамках движения «Солидарность» и Партии 5 декабря или как гражданские активисты.

## Утверждения об агентурной деятельности движения «Наши» в рядах движения «Оборона»
В феврале 2009 года петербургская организация движения «Оборона» заявила, что вскрыла агентурную сеть, которая многие годы действовала в рядах оппозиционных движений. Анна Буковская, бывшая активистка движения «Наши», публично заявила о том, что курировала проект «Связной президента» в рамках которого агенты этого движения тайно внедрялись в ряды ОГФ, «Обороны», Молодёжного Яблока, НБП и других оппозиционных движений.
Буковская заявила: «…Я рассказала все факты о закрытом государственном проекте «Связной президента». Считаю этот поступок с моей стороны вполне оправданным, логичным и правильным. А данный проект глупой игрой действующего правительства и сожалею о своём участии в нём».
По утверждению лиц, заявивших, что они были агентами «Наших», платные информаторы «работали» в нескольких городах России, за сбор информации рядовые агенты ежемесячно получали 20 тысяч рублей, кураторы — 40 тысяч, а собираемые сведения направлялись первому заместителю руководителя администрации президента России Владиславу Суркову. По мнению портала Закс. Ру, в целом содержание президентских информаторов должно было обходиться государству более чем в 10 миллионов рублей в год.
Анна Буковская заявила:

Я знаю, что предполагалось начать сбор компромата (личная информация с компьютеров организаций, провокационные фото и видео членов организаций) и делать открытые провокации против оппозиционных лидеров. Такие, о которых с удовольствием написали бы СМИ. Лично мне в феврале было поручено подготовить провокацию против лидера петербургского «Яблока» Максима Резника. Я сама должна была её придумать...
Владимир Бынкин, также утверждавший, что он был агентом, заявил:

Я пришёл в «Оборону», чтобы сливать информацию. Я сливал информацию обо всех мероприятиях, на которых бывал или что-то знал. За это я получал около 20000 рублей в месяц. Мне нужны были деньги. К сожалению, чем больше я сближался с организацией, тем сильнее меня мучила совесть. После очередной смены формата (в феврале 2009 года), когда потребовался компромат, я перестал работать. Сказать мне больше нечего. Я был не прав.

## Родственные организации
Кроме «Обороны» в России действуют и другие молодёжные организации демократического толка, в том числе Молодёжный комитет в «Солидарности», молодёжное отделение партии «Яблоко», «МЫ», «Идущие без Путина», «Свободные радикалы». Некоторые активисты этих организаций также входят и в «Оборону».
«Оборона» позаимствовала многое из опыта аналогичных движений в Восточной Европе. В первую очередь, это украинские гражданские кампании «Пора!» (чёрная), «Знаю!» и белорусский «Зубр». Также к близким по идеологии и методам действий можно отнести грузинскую «Кмару», сербский «Отпор» (чья символика совпадает с символикой «Обороны»), украинские «Студенческую волну» и «Чиста Украина», молдавскую «Баста», албанскую «Mjaft», белорусский «Бунт».
В 2013 году бывшие активисты петербургской «Обороны» и «Молодёжного Яблока» приняли участие в создании нового молодёжного движения «Весна».